# 老迈克·邓利维
老迈克尔·约瑟夫·邓利维（英語：Michael Joseph Dunleavy, Sr.，1954年3月21日—），通常称老邓利维，出生于纽约市布鲁克林区，美国前职业篮球运动员，前NBA联盟洛杉矶快船队主教练，他是前亞特蘭大老鷹球员小邓利维的父亲。

## 个人介绍

### 球员生涯
邓利维毕业于南卡罗莱纳大学，大学期间他是在传奇教练弗兰克·马圭尔。随后在1976年NBA选秀中在第六轮被费城76人队选中，这位6英尺2英寸高的后卫在球队中打了他的新秀赛季，随后他来到了休斯敦火箭队和圣安东尼奥马刺队，邓利维在德克萨斯州打球直到1982-83赛季。之后在退役前的两个赛季效力于密尔沃基雄鹿队。在1988-89和1989-90赛季，他成为了雄鹿队的助理教练。在他438场职业比赛中取得了场均8分、1.6个篮板和3.9次助攻的数据。

### 职业生涯
1990年，老邓利维得到了他第一份主教练工作，执教的球队是洛杉矶湖人队。那一年他带领他的球队晋级NBA总决赛，但是1-4在总决赛中败给了新崛起的芝加哥公牛队。1992-93赛季他成为了密尔沃基雄鹿队的主教练直到1995-96赛季结束，在雄鹿期间老邓利维还兼任球队的运营副总经理。1997年老邓利维接受了波特兰开拓者队主教练的合同，在执教期间获得了1999年度NBA最佳教练的荣誉，他在开拓者队执教到了2000-01赛季结束。2003年他入主快船队后成为了2006年度NBA最佳教练的候选人，2005-06赛季率，领快船队在迁至加州后历史上首次打入NBA季后赛第二轮西部半决赛。在2003-2010年執教快艇供花7季拿到125勝，隊史執教勝場數排名第二(已被道格·里弗斯超越)。
2016年3月28日，美國杜蘭大學宣布鄧利維作為男子籃球隊的教練，老鄧利維生涯第一次擔任大學教練。
·

## 執教數據
| 隊伍 | 年份    | 常規賽 | 常規賽 | 常規賽 | 常規賽 | 常規賽           | 季後賽       |
| 隊伍 | 年份    | 比賽   | 勝     | 負     | 勝率   | 排名             | 季後賽       |
| ---- | ------- | ------ | ------ | ------ | ------ | ---------------- | ------------ |
| LAL  | 1990-91 | 82     | 58     | 24     | .632   | 太平洋赛区第二名 | 总决赛失利   |
| LAL  | 1991-92 | 82     | 43     | 39     | .524   | 太平洋赛区第六名 | 第一轮失利   |
| MIL  | 1992-93 | 82     | 28     | 54     | .321   | 中央赛区第七名   | 未进入       |
| MIL  | 1993-94 | 82     | 20     | 62     | .244   | 中央赛区第六名   | 未进入       |
| MIL  | 1994-95 | 82     | 34     | 48     | .756   | 中央赛区第六名   | 未进入       |
| MIL  | 1995-96 | 82     | 25     | 57     | .305   | 中央赛区第七名   | 未进入       |
| POR  | 1997-98 | 82     | 46     | 36     | .561   | 太平洋赛区第四名 | 第一轮失利   |
| POR  | 1998-99 | 50     | 35     | 15     | .700   | 太平洋赛区第一名 | 西区决赛失利 |
| POR  | 1999-00 | 82     | 59     | 23     | .720   | 太平洋赛区第二名 | 西区决赛失利 |
| POR  | 2000-01 | 82     | 50     | 32     | .610   | 大平洋赛区第四名 | 第一轮失利   |
| LAC  | 2003-04 | 82     | 28     | 54     | .341   | 大平洋赛区第七名 | 未进入       |
| LAC  | 2004-05 | 82     | 37     | 45     | .451   | 大平洋赛区第三名 | 未进入       |
| LAC  | 2005-06 | 82     | 47     | 35     | .573   | 大平洋赛区第二名 | 第二轮失利   |
| LAC  | 2006-07 | 82     | 40     | 42     | .488   | 大平洋赛区第四名 | 未进入       |
| LAC  | 2007-08 | 82     | 23     | 59     | .280   | 大平洋赛区第五名 | 未进入       |
| LAC  | 2008-09 | 82     | 19     | 63     | .231   | 大平洋赛区第四名 | 未进入       |
| LAC  | 2009-10 | 49     | 21     | 28     | .429   |                  | 辞职         |
| 總計 | 總計    | 1329   | 613    | 716    | .461   |                  |              |

## 家庭情况
老邓利维有三个儿子: 迈克、贝克(Baker)和詹姆斯(James)。除了在NBA打球的迈克外；贝克毕业于维拉诺瓦大学现在在荷兰联赛的Martixx Magixx队打球；詹姆斯是哈佛-西湖学校(Harvard-Westlake)的高年级学生，也是位很有潜质的篮球运动员。